# Pokrajina Lecce
Pokrajina Lecce (italijansko Provincia di Lecce; salentino provincia te Lècce) je pokrajina v deželi Apulija v Italiji, katere glavno mesto je Lecce. Pokrajina se imenuje peta Italije. Leži na polotoku Salento in je druga najbolj naseljena pokrajina v Apuliji in 21. najbolj naseljena v Italiji.
Pokrajina zavzema površino 2.799,07 kvadratnih kilometrov in ima skupno 802.807 prebivalcev (2016). V pokrajini je 97 občin (ital. comuni). Obkrožajo jo pokrajine Taranto in Brindisi na severozahodu, Jonsko morje na zahodu in Jadransko morje na vzhodu. Ta lokacija jo je uveljavila kot priljubljeno turistično destinacijo. V njej so vladali Rimljani, Bizantinski Grki, Karolingi, Langobardi in Normani. Pomembna mesta so Lecce, Gallipoli, Nardò, Galatina, Copertino, Casarano, Maglie in Otranto. Njena pomembna kmetijska proizvoda sta pšenica in koruza.

## Zgodovina
Pokrajina Lecce izvira iz srednjeveškega Giustizierata, takrat znanega kot Provinca Terra d'Otranto. Od 11. stoletja je Terra d'Otranto vključevala ozemlja provinc Lecce, Taranto in Brindisi, z izjemo Fasana in Cisternina. V tem času je Lecce kljub proizvodnji oljčnega olja močno prizadela revščina. Ljudje iz Lecceja so se preselili v pokrajino Bari, kjer so delali v vinski industriji. Do leta 1663 je provinca Terra d'Otranto vključevala tudi ozemlje Matere (Bazilikata). Njena prva prestolnica je bil Otranto, v normanskem obdobju (12. stoletje) pa je bilo mesto Lecce glavno mesto. Po združitvi Italije se je ime Terra d'Otranto spremenilo v pokrajina Lecce, njeno ozemlje pa je bilo razdeljeno na štiri okrožja; Lecce, Gallipoli, Brindisi in Taranto. Njen razpad se je začel leta 1923, ko je bilo okrožje Taranto preoblikovano v novo Jonsko pokrajino.
Po prvi svetovni vojni so se gospodarske razmere poslabšale, brezposelnost pa je dosegla vrhunec. Ti dejavniki so skupaj z malomarnostjo šibke vlade spodbudili kmečke delavce, da so se uprli svojim delodajalcem. Lastnike kmetij so ujeli in paradirali na javnih mestih. V srednjem veku so muslimanske sužnje prevažali iz pristanišč province in praksa zadrževanja sužnjev je bila običajna. Pietra leccese - kamen, pridobljen v pokrajini, je bil uporabljen za okrasitev več zgodovinskih spomenikov in se pogosto uporablja za notranjo dekoracijo.

## Upravna delitev
Glavno mesto je Lecce, ostale večje občine so (podatki 31.12.2007):
| Občina    | Prebivalcev |
| --------- | ----------- |
| Lecce     | 94.130      |
| Nardò     | 30.886      |
| Galatina  | 28.081      |
| Copertino | 24.303      |
| Gallipoli | 21.201      |
| Casarano  | 20.457      |

## Naravne zanimivosti
Če primerjamo Apeninski polotok s škornjem, je Pokrajina Lecce skrajni konec pete, pravzaprav njena končna polovica, ki se že obrača proti stopalu. Je torej sorazmerno ozek polotok, ki je tudi razmejitvena črta med Jadranskim in Jonskim morjem. Po dogovoru je meja na rtu Palascìa. Čeprav bi bilo pričakovati, da je peta Italije solidno gorato področje, dejansko ne presega 200 m nadmorske višine. Notranjost pokrajine, to je ozemlje med jadransko in jonsko obalo, je ravnina, ki jo tu pa tam prekine skromna vzpetina. Te vzpetine, ki jim pravijo serra, se na vzhodu strmo spuščajo v morje, medtem ko so zahodne in južne serre bolj položne. Zato so skoraj vse obdelane v terasastih poljih in vrtovih, vendar niso obljudene. Prebivalstvo je strjeno v dolinah in depresijah, kjer je pač prisotna voda, ki jo je vsekakor treba črpati iz globokih vodnjakov.
Seznam zaščitenih področij v pokrajini:
- Krajinski park Laghi Alimini (Parco Naturale Regionale Laghi Alimini)
- Krajinski park Porto Selvaggio e Palude del Capitano (Parco Regionale di Porto Selvaggio e Palude del Capitano)
- Krajinski park Costa Otranto (Parco Naturale Regionale Costa Otranto)
- Krajinski park Litorale di Punta Pizzo e Isola di Sant'Andrea (Parco Naturale Regionale Litorale di Punta Pizzo e Isola di Sant'Andrea)
- Krajinski park Litorale di Ugento (Parco Naturale Regionale Litorale di Ugento)
- Naravni rezervat San Cataldo (Riserva naturale San Cataldo)
- Morski rezervat Porto Cesareo (Area naturale marina protetta Porto Cesareo)
- Mokrišče Palude e Bosco di Rauccio - Sorgenti Idume (Parco Naturale Regionale Palude e Bosco di Rauccio - Sorgenti Idume)
- Mokrišče Le Cesine (Riserva naturale Le Cesine)

### Nacionalni spomeniki
V pokrajini Lecce so pomembni nacionalni spomeniki:
| Kraj      | Nacionalni spomeniki                          |
| --------- | --------------------------------------------- |
| Gallipoli | Stolnica v Gallipoliju (dal 1941)             |
| Lecce     | Rimski amfiteater v Lecceju (1906)            |
| Lecce     | Bazilika Svetega Križa (Lecce) (1906)         |
| Lecce     | Cerkev svetih Nicola in Cataldo, Lecce (1873) |
| Copertino | Grad Copertino (1886)                         |
| Galatina  | Bazilika sv. Katerine Aleksandrijske (1873)   |
| Patù      | Centopietre (1873)                            |
| Soleto    | Guglia di Raimondello (1873)                  |
| Otranto   | Stolnica v Otrantu in mozaični tlak (1873)    |
| Nardò     | Stolnica v Nardò (20. avgust 1879)            |

## Megalitski spomeniki
Pokrajina je bogata z megalitskimi spomeniki (dolmeni in menhirji), ki so razpršeni po celotnem ozemlju in v večji meri v občinah na vzhodni strani. Najvišji italijanski megalitski spomenik je v čudovitem mestu Martano (menhir de Santu Totaru).

## Zanimivosti
- Punta Palascìa ali Capo d'Otranto, ki je na občinskem ozemlju Otranta, je najbolj vzhodna točka Italije.
- Z jadranske obale je ob jasnih dneh mogoče videti gore Albanije in nekatere grške otoke, medtem ko se iz jonske obale ob določenih dneh vidi gore Pollino do Sila v Kalabriji.
- Pokrajina Lecce je prva v Italiji po proizvodnji električne energije iz fotonapetostnih sistemov, s proizvodnjo 893,1 GWh v letu 2018. Z električno energijo, proizvedeno s fotovoltaičnimi sistemi, je v letu 2018 zadostilo 40,0 % porabe pokrajine. 99,95 % energije, proizvedene v pokrajini Lecce, prihaja iz obnovljivih virov.[13]